# Benetton Rugby Treviso 2005-2006

## Super 10 2005-06

### Stagione regolare
| Incontro                           | Andata | Ritorno |
| ---------------------------------- | ------ | ------- |
| Petrarca — Benetton Treviso        | 18-33  | 22-28   |
| Benetton Treviso — Veneziamestre   | 57-7   | 24-9    |
| Rovigo — Benetton Treviso          | 11-18  | 13-17   |
| Benetton Treviso — Viadana         | 20-14  | 21-14   |
| Parma — Benetton Treviso           | 22-33  | 12-22   |
| Benetton Treviso — L'Aquila        | 53-10  | 36-6    |
| GRAN Parma — Benetton Treviso      | 28-18  | 10-23   |
| Benetton Treviso — Amatori Catania | 55-7   | 41-0    |
| Calvisano — Benetton Treviso       | 12-12  | 20-45   |

#### Risultati della stagione regolare
| Posizione | G  | V  | N | P | PF  | PS  | DP   | B | Pt |
| --------- | -- | -- | - | - | --- | --- | ---- | - | -- |
| 1ª        | 18 | 16 | 1 | 1 | 556 | 233 | +323 | 8 | 74 |

### Fase finale
| Turno | Incontro                      | Andata | Ritorno |
| ----- | ----------------------------- | ------ | ------- |
| SF    | GRAN Parma — Benetton Treviso | 23-31  | 5-38    |
| F     | Benetton Treviso — Calvisano  | 17-12  | 17-12   |

## Coppa Italia 2005-06

### Prima fase
| Incontro                           | Risultato |
| ---------------------------------- | --------- |
| Benetton Treviso — Amatori Catania | 33-14     |
| Petrarca — Benetton Treviso        | 5-34      |

#### Risultati della prima fase
| Posizione | G | V | N | P | PF | PS | DP  | B | Pt |
| --------- | - | - | - | - | -- | -- | --- | - | -- |
| 1ª        | 2 | 2 | 0 | 0 | 67 | 19 | +48 | 2 | 10 |

### Fase finale
| Turno | Incontro                 | Risultato |
| ----- | ------------------------ | --------- |
| SF    | Parma — Benetton Treviso | 37-16     |

## Heineken Cup 2005-06

### Prima fase
| Incontro                    | Andata | Ritorno |
| --------------------------- | ------ | ------- |
| Ulster — Benetton Treviso   | 27-0   | 43-26   |
| Benetton Treviso — Saracens | 17-30  | 30-35   |
| Biarritz — Benetton Treviso | 34-7   | 38-24   |

#### Risultati della prima fase
| Posizione | G | V | N | P | PF  | PS  | DP   | B | Pt |
| --------- | - | - | - | - | --- | --- | ---- | - | -- |
| 4ª        | 6 | 0 | 0 | 6 | 104 | 207 | -103 | 3 | 3  |